# Szigabutdin Mardżani

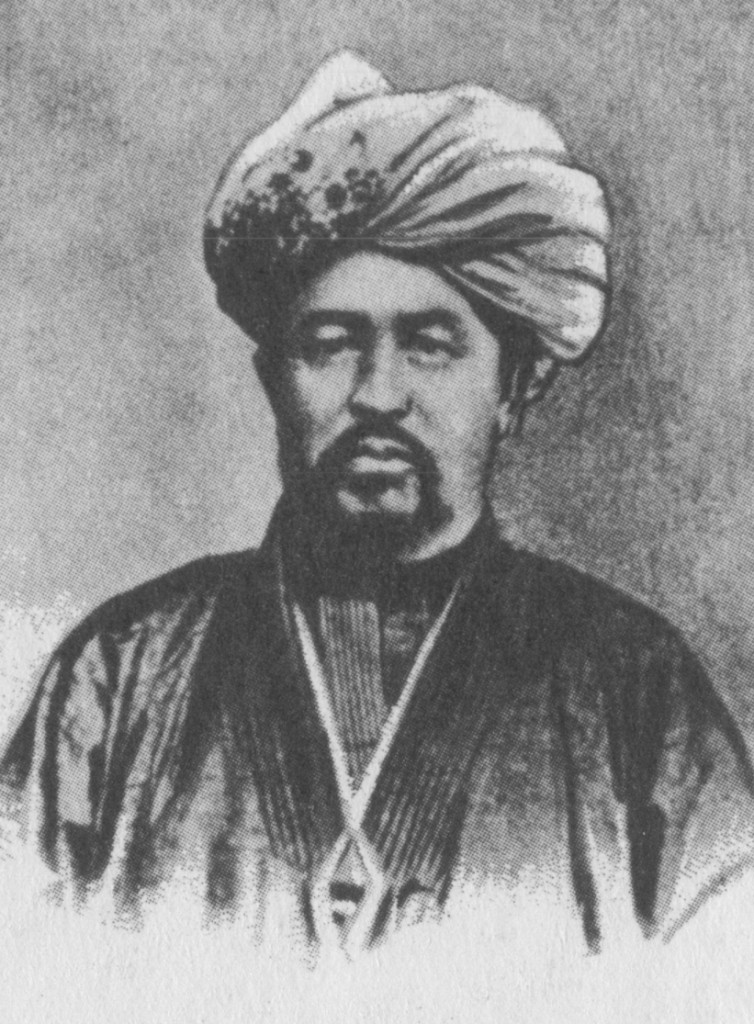

Szigabutdin Mardżani (tat. Шиһабетдин Мәрҗани, ros. Шигабутдин Марджани; ur. 16 stycznia 1818 r. w Jabynczach, zm. 1889 r.) – tatarski uczony muzułmański, pedagog, filozof, etnograf i historyk. Jeden z tatarskich myślicieli-prekursorów ruchu reformatorskiego w islamie – dżadidyzmu.

## Życiorys

### Młodość i edukacja
W wieku pięciu lat stracił matkę i był wychowywany przez ojca i macochę. Jego męscy przodkowie, zarówno od strony ojca, jak i matki, byli uczonymi imamami. Ojciec był absolwentem szkół w Bucharze. Od dziadka ojczystego Subhana ibn Abd al-Karima uczył się podstaw historii, dziadek macierzysty Abd an-Nasir uczył go Koranu, Sunny, podstaw fikhu. Ojciec Baha uczył go natomiast logiki, języka arabskiego i teologii. Uczęszczał też do medresy w Taszkiczu, gdzie jego ojciec był nauczycielem. W wieku siedemnastu lat sam zaczął nauczać w tejże szkole. Na potrzeby uczniów opracował materiały do nauki języka perskiego. W 1838 r. wyjechał do Buchary w celu kontynuowania edukacji, jednak przerwał naukę, niezadowolony z poziomu nauczania. Kształcił się samodzielnie, studiując rękopisy w miejscowych bibliotekach, spotykał się z miejscowymi uczonymi muzułmańskimi, popierającymi nurt reformatorski w teologii islamskiej. Zarabiał, pracując jako korepetytor uczniów z zamożnych rodzin.
W 1843 r. wyjechał do Samarkandy i wstąpił na naukę do medresy Szirdar, gdzie poznał historyka Abu Saida as-Samarkandiego. Jak sam wspominał, to za jego sprawą zainteresował się badaniami historycznymi. Studiował również pisma Gabdennasyra (Abd an-Nasra) Kursawiego, od którego przejął koncepcję "otwarcia drzwi idżtihadu", czyli zgody na samodzielne dokonywanie ocen przez uczonych muzułmańskich w tych kwestiach społecznych i prawnych, w których brakowało bezpośrednich odpowiedzi w Koranie i Sunnie. W 1845 r. Mardżani wrócił do Buchary i w medresie Mir-Arab zajął się studiowaniem historii, kultury i filozofii, w szczególności tureckich ludów Azji Środkowej. W 1848 r. ukończył kształcenie, zaś w 1850 r. otrzymał posadę imama i nauczyciela medresy przy Pierwszym Meczecie w Kazaniu.

### Działalność społeczna w Kazaniu
W 1867-1868 r. otrzymał tytuł achunda (uczonego przywódcy religijnego) oraz stanowisko muhtasiba Kazania (nadzorującego przestrzegania prawa muzułmańskiego oraz norm współżycia społecznego, kontrolującego bazary, rzemieślników i kupców, a także lojalność muzułmanów wobec władz). Nadzorował wydanie Koranu w kazańskiej drukarni, opublikował pracę poświęconą historii i zasadom druku Koranu w Rosji, zbierał fundusze na cele charytatywne, zajmował się wydawaniem akt stanu cywilnego i brał udział w pracach sądu religijnego. 
Jego nazwisko stawało się coraz bardziej znane wśród muzułmanów Imperium Rosyjskiego również poza Kazaniem. Głosił potrzebę reform metod nauczania w szkołach religijnych, a także, kontynuując myśl Kursawiego, wzywał do powrotu do ścisłego przestrzegania nauk wczesnego islamu i oczyszczenia religii muzułmańskiej z późniejszych innowacji. W jego przekonaniu powrót do pierwotnego islamu miał oznaczać odnowę wiary i uczynienie jej zrozumiałą dla współczesnych wyznawców. Dążył do poprawy sytuacji społecznej i bytowej Tatarów, co, w jego przekonaniu, mogło być możliwe dzięki upowszechnianiu zmodernizowanej edukacji. Był przekonany, iż Tatarzy powinni mieć możliwość poznawania i dziedzictwa klasycznego islamu, i antyku, i kultur zachodnioeuropejskiej i rosyjskiej. W 1870 r. wyłożył swoje poglądy w książce "Nazrat al-hakk", która zyskała szeroką popularność wśród Tatarów, a także poza granicami Imperium Rosyjskiego, docierając do muzułmańskich uczonych w Syrii, Tunezji i Indiach.
Brał udział w pracach Towarzystwa Archeologii, Historii i Etnografii przy Uniwersytecie Kazańskim jako pierwszy w historii uczony muzułmański. Utrzymywał kontakty z rosyjskimi historykami i badaczami wschodu.
Od 1876 r. nauczał podstaw wiary w ośmioletniej tatarskiej szkole dla nauczycieli w Kazaniu. W szkole tej zajęcia, poza kursem prawa muzułmańskiego, odbywały się w języku rosyjskim. Odszedł ze stanowiska wskutek konfliktów z inspektorem i częścią innych nauczycieli szkoły. Za pracę w tak zorganizowanej szkole część konserwatywnego duchowieństwa uznała go za odstępcę od wiary.
W latach 80. XIX wieku Mardżani skupił się na własnych badaniach filozoficznych i historycznych. Pracował nad słownikiem biograficznym muzułmańskich teologów, pisarzy, filozofów i działaczy społecznych "Wafijat al-aslaf wa tahijjat al-achlaf" z obszerną przedmową, w której wykładał zarys klasyfikacji i rozwoju nauk na muzułmańskim wschodzie. W 1880 r. wydał "Hakk al-ma'rifa wa husn al-idrak" – pracę poświęconą prawu islamskiemu, w której wyłożył swoje poglądy społeczne i polityczne. W 1885 r. wydał pracę poświęconą dziejom Kazania i Bołgara. W 1888 r. w kolejnej pracy podsumowywał naukę szkoły hanafickiej i własne przekonania religijne. W tej samej dekadzie Mardżani podróżował na Bliski i Środkowy Wschód. W 1880 r. podróżował do Konstantynopola, Izmiru, Aleksandrii i Kairu. W każdym z miast spotykał się z muzułmańskimi teologami i uczonymi. Pisał w większości po arabsku, rzadziej w języku tatarskim, przy użyciu alfabetu arabskiego.